# Zifloden
Zifloden eller Zishuifloden (kinesiska: 资水) är ett vattendrag i Kina.   Det ligger i provinsen Hunan, i den centrala delen av landet, 1 300 km söder om huvudstaden Peking. Zifloden är en bifold till Yangtzefloden.